# Matematica degli origami
L'arte degli origami è stata oggetto di moltissimi studi matematici. Il loro campo di studi comprende il problema della flat-foldability (se sia possibile appiattire l'origami senza strapparne la carta) e l'utilizzo degli origami per la soluzione di equazioni matematiche.
Alcuni antichi problemi di geometria (la trisezione dell'angolo di ampiezza arbitraria, oppure la duplicazione di un cubo di volume sempre arbitrario) sono insolubili attraverso i metodi tradizionali di costruzione con riga e  compasso, ma possono essere agevolmente risolti per mezzo di semplici origami. Gli origami possono essere usati per risolvere operazioni come potenze o l'estrazione della radice di un numero. Gli origami sono quindi uno strumento che permette la soluzione di equazioni polinomiali (contenenti solo termini del tipo anxn) anche se non è ancora chiaro fino a che punto tali equazioni possano essere risolte con il loro ausilio.
Il problema dell'origami rigido che tratta le pieghe degli origami come cardini che connettono due superfici piatte e rigide come ad esempio due fogli metallici, ha applicazioni di grande importanza nell'ingegneria. Ad esempio, il Miura map fold è un Origami rigido che venne usato per il dispiegamento dei pannelli solari nei satelliti spaziali.
Gli assiomi di Huzita-Hatori sono un importante contributo a questo campo della matematica.